# Обсерваторія Бістрік-Кула
Обсерваторія Бістрік-Кула була єдиною астрономічною обсерваторією в Боснії і Герцеговині, але зараз знаходиться в руїнах. Вона розташована на вершині пагорба Бістрік-Кула (1004 м) на схилі гори Требевич на південь від Сараєва на місці колишньої фортеці.

## Історія

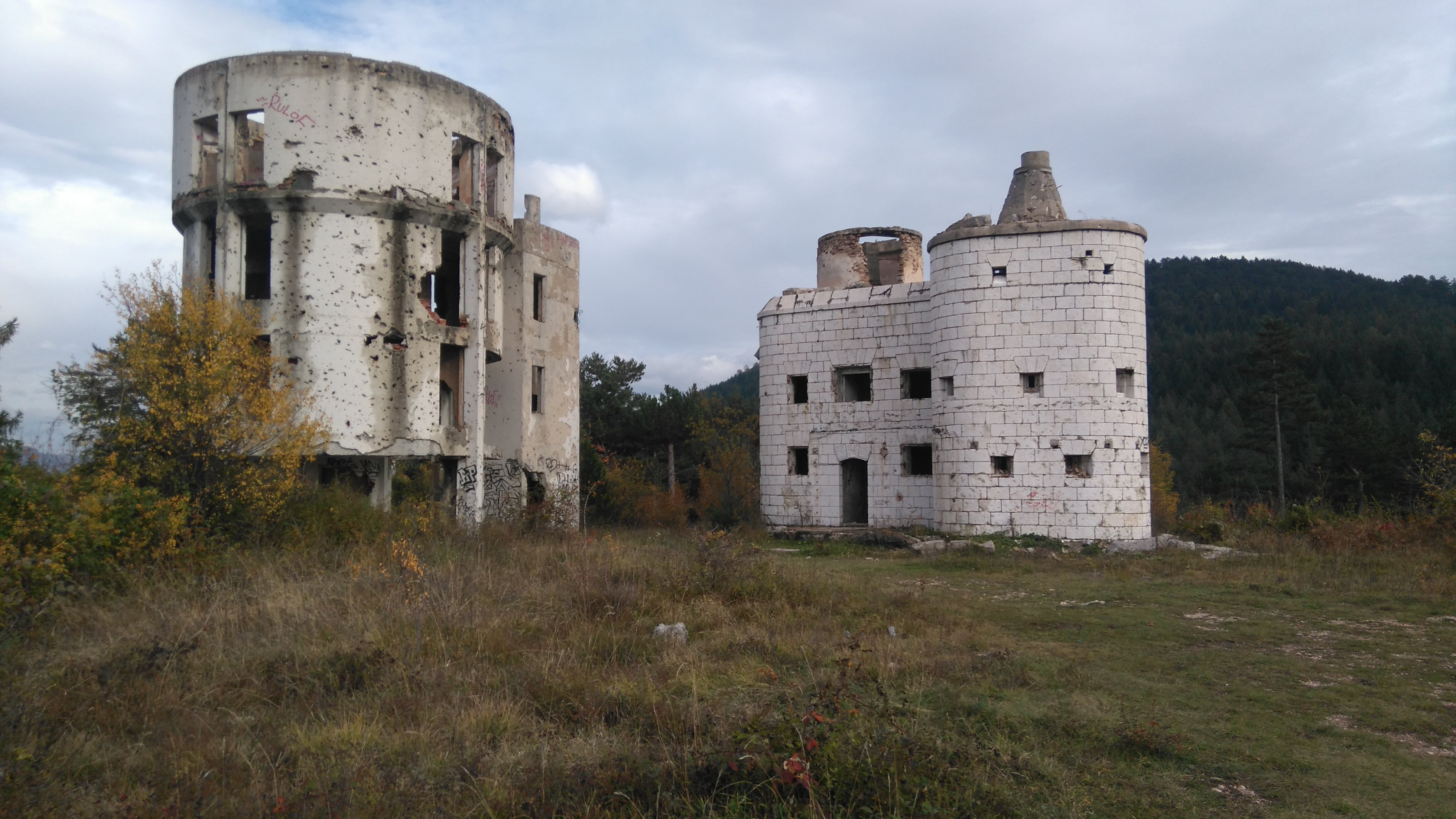
Вид на руїни із заходу

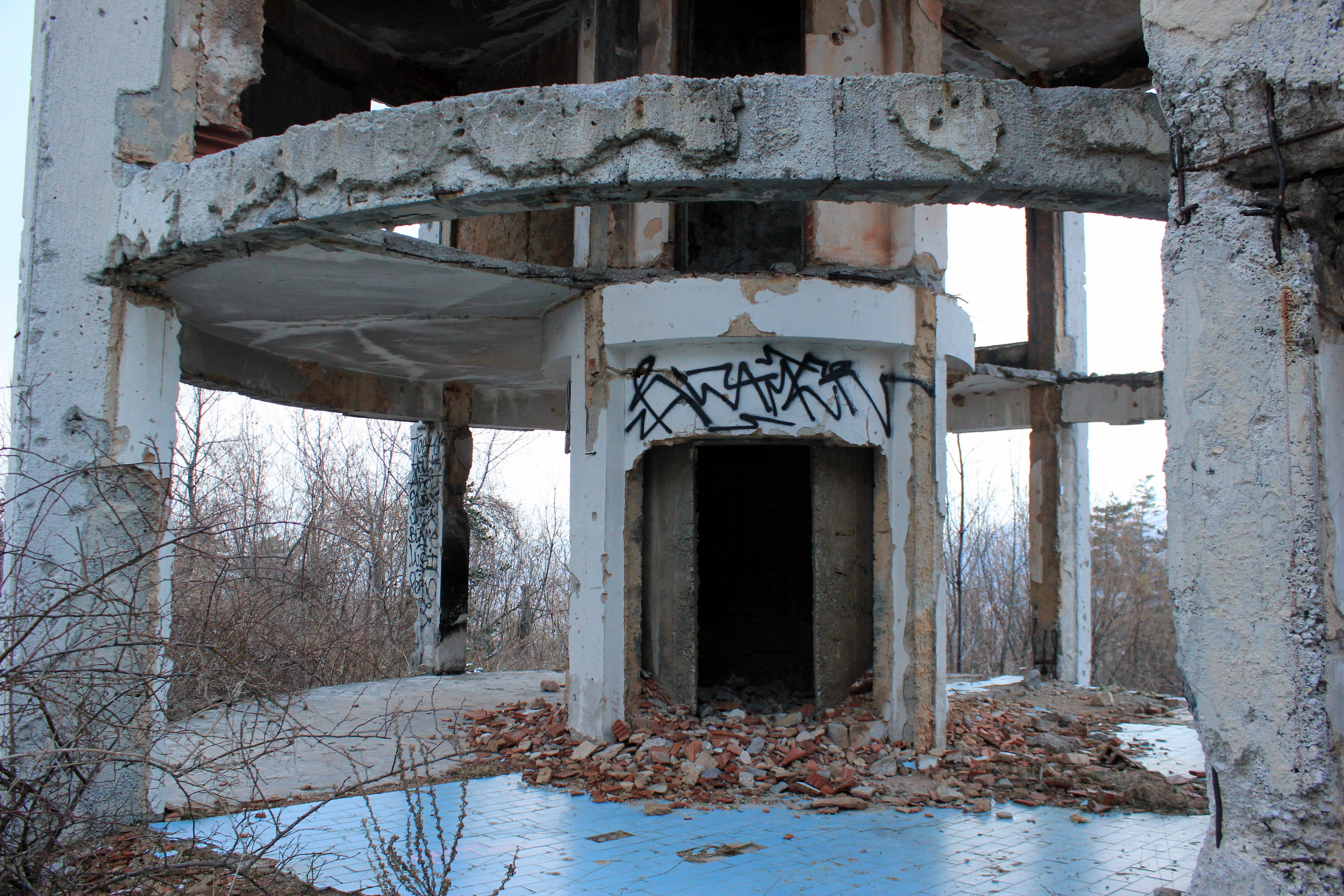
Руїни оглядової вежі

Обсерваторія була побудована Мухамедом Муміновичем в австро-угорському форті Драгуляц у 1960-х роках астрономічним товариством «Оріон». На початку 1980-х років заклад було розширено новою восьмиметровою вежею. Обсерваторія була важливою туристичною пам'яткою.
Під час Боснійської війни обсерваторія була зруйнована і не відновлена донині. Після її знищення в країні не залишилося серйозних астрономічних приладів для досліджень, хоча інтерес до них серед молодого покоління високий.
Руїни обсерваторії розташовані безпосередньо біля фінішної зони санно-бобслейної траси Зимових Олімпійських ігор 1984 року на популярній пішохідній стежці від Сараєво до гори Требевич. Внутрішня границя з Республікою Сербською проходить лише на 180 метрів на захід від обсерваторії. Залишки будівель є видним здалеку орієнтиром. Саме через це стратегічно важливе розташування під час війни за цю позицію виникла гостра боротьба.